# Bohumil Veselý
Bohumil Veselý  (* 18. Juni 1945 in Prag) ist ein ehemaliger tschechoslowakischer Fußballspieler.

## Karriere

### Verein
Während seiner aktiven Laufbahn spielte Veselý von 1963 bis 1978 ausschließlich für Sparta Prag. In dieser Zeit wurde er zweimal tschechoslowakischer Meister und dreimal Pokalsieger. 1964 gewann er mit Sparta Prag den Mitropapokal.
Insgesamt absolvierte er 234 Ligaspiele für Sparta, in denen er 35 Tore erzielte. 

### Nationalmannschaft
Veselý debütierte am 18. Juni 1967 für die  tschechoslowakische Nationalmannschaft beim 3:0-Sieg im Spiel der Qualifikation für die Europameisterschaft 1968 gegen die Türkei.
1970 stand er im Aufgebot für die Weltmeisterschaft in Mexiko, bei der er in den Vorrundenspielen gegen Brasilien (1:4) und Rumänien (1:2) zum Einsatz kam.
Bohumil Veselý bestritt bis 1974 insgesamt 26 Länderspiele für die tschechoslowakische Nationalmannschaft, in denen er drei Tore erzielte.

### Erfolge
- Tschechoslowakischer Meister: 1965, 1967
- Tschechoslowakischer Pokalsieger: 1964, 1972, 1976
- Mitropapokalsieger: 1964